# Diocese de Rumbek

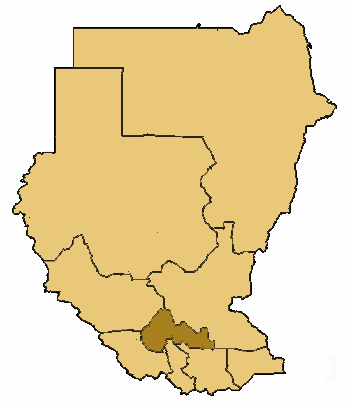
Localização da diocese no mapa

A Diocese de Rumbek (em latim: Dioecesis Rumbekensis) é uma diocese localizada na cidade de Rumbek pertencente á Arquidiocese de Juba no Sudão do Sul. Foi fundada em 3 de julho de 1955 como Vicariato apostólico, sendo que somente em 12 de dezembro de 1974 foi elevada a categoria de Diocese de Rumbek. Em 2013 a diocese contava com aproximadamente 1.561.000 de habitantes sendo que 182.000 eram batizados. 

## História
- 3 de julho de 1955 - Estabelecido como Vicariato apostólico de Rumbek com a bula Quandoquidem arcano de papa Pio XII
- 4 de agosto de 1938 - Promovido como Diocese de Rumbek Cum in Sudania com a bula de papa Paulo VI
- 21 de março de 1986 deixou uma parte de territorio para criação da diocese de Yei.

## Lista de bispos
Esses são os bispos da diocese desde sua fundação em  1955 ainda como Vicariato apostólico de Rumbek. 

### Bispos de Rumbek
- Ireneus Wien Dud † (1955 - 1960)
  - Sé vacante (1960-1976)
- Gabriel Dwatuka Wagi † (1976 - 1982)
  - Sé vacante (1982-1998)
- Cesare Mazzolari, M.C.C.I. † (1998 - 2011)
  - Sé vacante (2011-2021)
- Christian Carlassare, M.C.C.I., (2021-2024), Nomeado Bispo de Bentiu